# Monument al ratolí de laboratori
El Monument al ratolí de laboratori (en rus Памятник лабораторной мыши) és un monument de la ciutat acadèmica de Novosibirsk, a Sibèria (Rússia). Es troba en un parc davant de l'Institut de Citologia i Genètica de l'Acadèmia Russa de Ciències, i es va donar a conèixer l'1 de juliol de 2013, coincidint amb el 120è aniversari de la fundació de la ciutat.
D'acord amb el directori de l'institut, Nikolai Kolchanova, el monument simbolitza l'agraïment de la humanitat pel sacrifici dels ratolins en la investigació dels seus gens per tal de conèixer els mecanismes biològics i fisiològics que permeten el desenvolupament de nous fàrmacs per al guariment de malalties.

## Descripció
El monument consisteix en un ratolí d'aspecte antropomòrfic amb ulleres que porta sobre una mena de mantellina o bata de laboratori. L'animal manipula unes agulles de ganxo amb les quals teixix el que seria una doble hèlix d'ADN, en referència a la investigació genètica. La figura de l'animal fa uns 70 cm sobre un pedestal de 2,5 m.

## Història
La primera pedra va ser posada l'1 de juny de 2012, en homenatge del 55è aniversari de l'Institut de Citologia i Genètica. El monument dissenyat per l'artista de Novosibirsk Andrew Kharkevich després d'haver treballar amb més d'una desena d'esbossos.
El mateix autor el descriu així:
[El monument] combina la imatge d'un ratolí de laboratori i un científic, perquè estan relacionats l'un amb l'altre en tant que serveixen una cosa. El ratolí és immortalitzat en un moment de descobriment científic. Si es miren els seus ulls, pot veure's com el petit ratolí ha trobat quelcom. Tot i així, la simfonia completa del descobriment científic, el goig, l'«eureka», encara no ha començat a sonar.
L'escultor Alex Agrikolyansky va donar vida a la idea. Va admetre que fer-ho no va ser gens fàcil perquè el ratolí, tot i no ser un humà, calia que transferís emoció i caràcter; per això va provar de fer un encreuament entre un personatge de dibuixos animats i un ratolí de veritat.
El monument va ser fet en bronze a Tomsk gràcies al mestre Maxim Petrov.